# Jean Márquez
Jean Jonathan Márquez Orellana (Città del Guatemala, 6 marzo 1985) è un calciatore guatemalteco, centrocampista del Comunicaciones e della Nazionale di calcio del Guatemala.

## Carriera
Ha giocato per due stagioni nel CD Jalapa prima di trasferirsi al Comunicaciones.